# Hôtel Lyautey de Genevreuille
L'hôtel Lyautey de Genevreuille est un hôtel particulier situé 12 rue Salengro dans le quartier du Vieux-Vesoul, à Vesoul, dans la Haute-Saône.

## Histoire

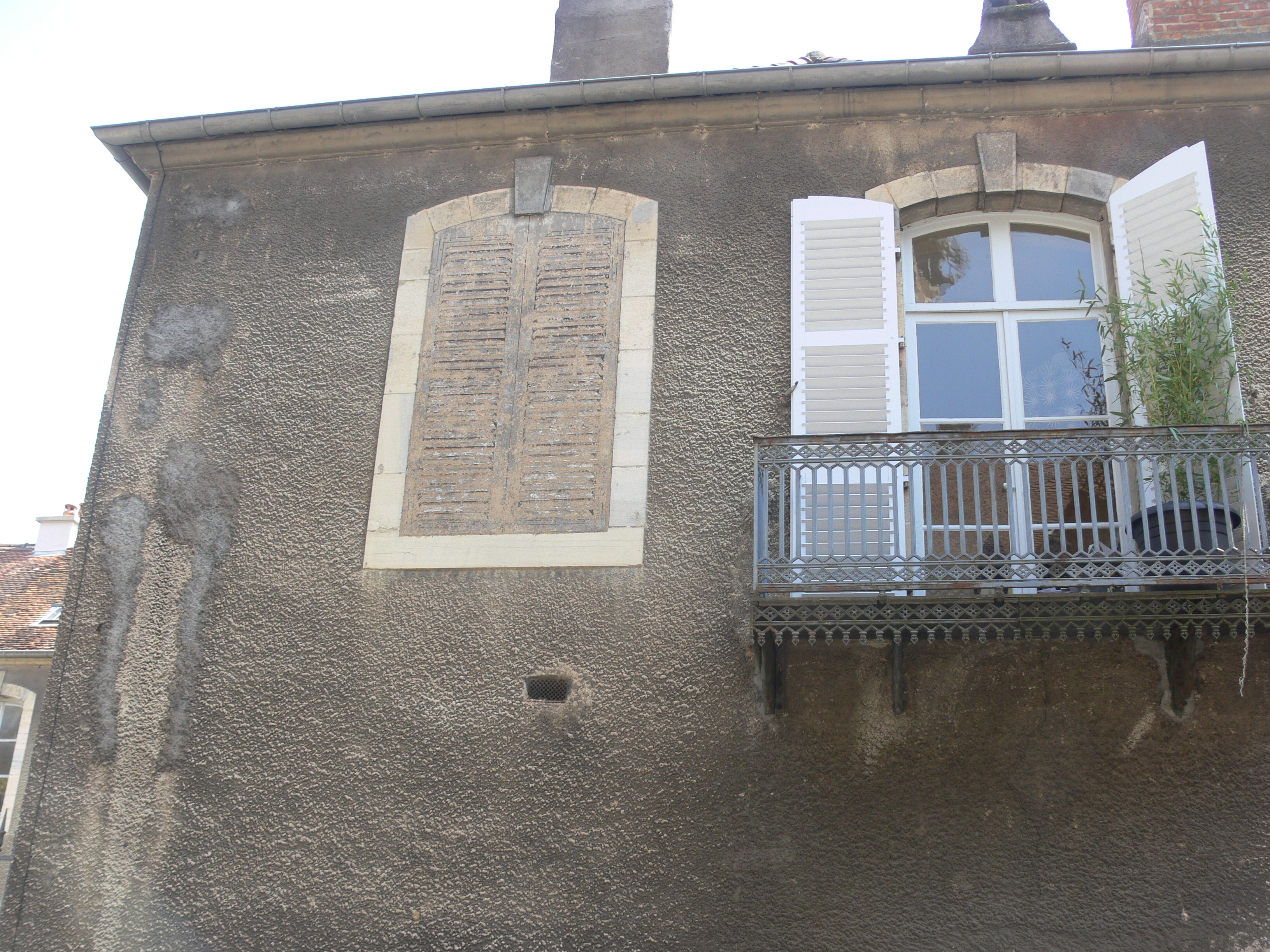
Fenêtre en trompe-l'œil

L'hôtel est construit en 1760. Son plan est en forme de U, autour d'une cour fermée par un muret surmonté de grilles en fer forgé. À l'intérieur sont conservées des décorations du XVIIIe siècle, ainsi qu'un escalier en pierre remarquable. Dans le jardin, un pavillon a conservé son décor peint du XIXe siècle. L'hôtel, avec sa cour et son jardin, fait l’objet d’une inscription au titre des monuments historiques depuis le 5 février 2009.
L'architecte Charles Dodelier y mourra le 1 mars 1882.